# Loisy-sur-Marne
Loisy-sur-Marne è un comune francese di 959 abitanti situato nel dipartimento della Marna nella regione del Grand Est.

## Società

### Evoluzione demografica
Abitanti censiti